# Cúp bóng đá châu Phi 1996
Cúp bóng đá châu Phi 1996 là Cúp bóng đá châu Phi lần thứ 20, được tổ chức tại Nam Phi, thay cho chủ nhà dự kiến là Kenya. Số đội tham dự giải là 44, nhiều hơn giải trước đó 5 đội (tuy nhiên có nhiều đội bỏ cuộc giữa chừng). Đây là lần đầu tiên vòng chung kết mở rộng thành 16 đội. Như giải trước đó, vòng loại chia bảng thi đấu vòng tròn 2 lượt. Vòng chung kết gồm 16 đội chia làm 4 bảng, mỗi bảng 4 đội. Nam Phi lần đầu tiên giành chức vô địch sau khi thắng Tunisia 2–0 trong trận chung kết. Đồng thời từ giải đấu này, Nam Phi chính thức trở lại đấu trường quốc tế sau nhiều năm bị FIFA cấm thi đấu do chính sách phân biệt chủng tộc.

## Vòng loại

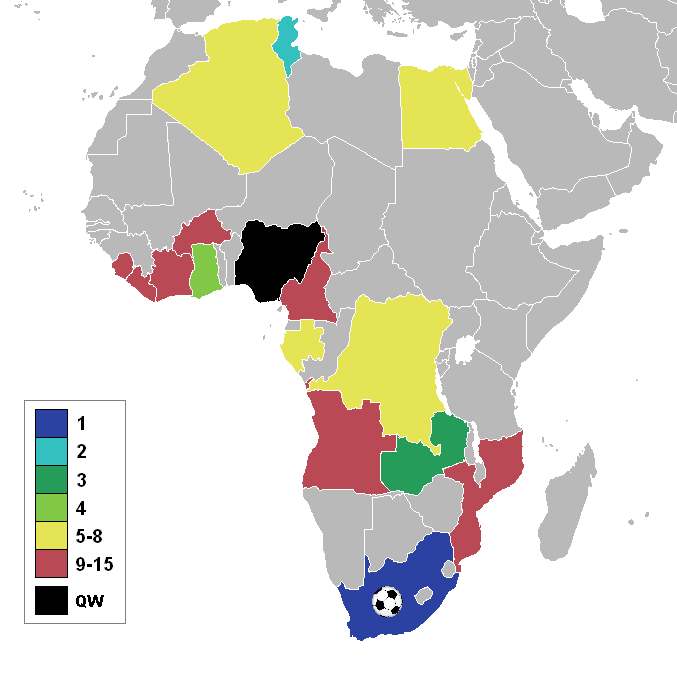
Các đội tham dự giải đấu

Vòng loại của giải gồm 42 đội tham gia, chọn lấy 14 đội cùng với đương kim vô địch Nigeria và chủ nhà Nam Phi tham dự vòng chung kết. 42 đội được chia thành 7 bảng 6 đội. Hai đội đứng đầu các bảng lọt vào vòng chung kết. Tuy nhiên có một số đội bỏ cuộc nên có một số bảng chỉ còn 5 đội, thậm chí 3, 4 đội. Những đội bỏ cuộc giữa chừng thì kết quả các trận đã đấu sẽ bị huỷ bỏ, không được tính vào kết quả cuối cùng. Vòng loại tính 2 điểm cho một trận thắng.

## Địa điểm
| Johannesburg            | JohannesburgDurbanBloemfonteinPort Elizabeth | Durban                  |
| ----------------------- | -------------------------------------------- | ----------------------- |
| Sân vận động FNB        | JohannesburgDurbanBloemfonteinPort Elizabeth | Sân vận động Kings Park |
| Tập tin:FNB-Stadion.jpg | JohannesburgDurbanBloemfonteinPort Elizabeth |                         |
| Sức chứa: 80.000        | JohannesburgDurbanBloemfonteinPort Elizabeth | Sức chứa: 52.000        |
| Bloemfontein            | JohannesburgDurbanBloemfonteinPort Elizabeth | Port Elizabeth          |
| Sân vận động Free State | JohannesburgDurbanBloemfonteinPort Elizabeth | Sân vận động EPRU       |
|                         | JohannesburgDurbanBloemfonteinPort Elizabeth |                         |
| Sức chứa: 40.000        | JohannesburgDurbanBloemfonteinPort Elizabeth | Sức chứa: 33.852        |

### Các đội tham dự

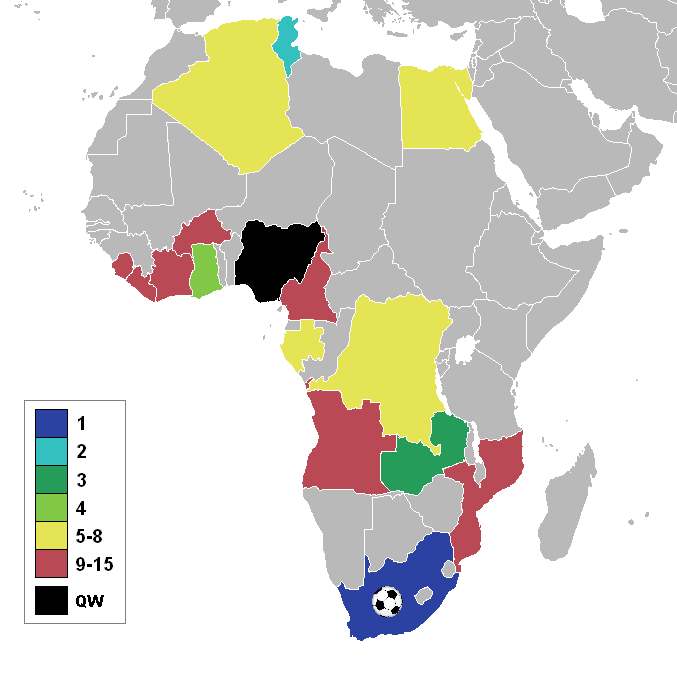
Các quốc gia tham dự vòng chung kết

| - Nigeria (đương kim vô địch, lần thứ 11) - Nam Phi (chủ nhà, lần thứ 1) - Algérie (lần thứ 9) - Angola (lần thứ 1) - Burkina Faso (lần thứ 2) - Cameroon (lần thứ 9) - Ai Cập (lần thứ 15) - Gabon (lần thứ 2) |  | - Ghana (lần thứ 11) - Bờ Biển Ngà (lần thứ 12) - Liberia (lần thứ 1) - Mozambique (lần thứ 2) - Sierra Leone (lần thứ 2) - Tunisia (lần thứ 7) - Zaire (lần thứ 10) - Zambia (lần thứ 8) |  |  |

Ngay trước khi bắt đầu giải thì đương kim vô địch Nigeria bỏ cuộc vì tình hình chính trị trong nước bất ổn. Ban tổ chức mời Guinée là đội bị loại có thành tích tốt nhất thế chỗ. Tuy nhiên Guinée từ chối với lý do không đủ thời gian chuẩn bị. Do vậy giải tiến hành chỉ với 15 đội bóng.

## Vòng chung kết

### Bảng A
| Đội tuyển | Số trận | Thắng | Hòa | Thua | Bàn thắng | Bàn thua | Hiệu số | Điểm |
| --------- | ------- | ----- | --- | ---- | --------- | -------- | ------- | ---- |
| Nam Phi   | 3       | 2     | 0   | 1    | 4         | 1        | +3      | 6    |
| Ai Cập    | 3       | 2     | 0   | 1    | 4         | 3        | +1      | 6    |
| Cameroon  | 3       | 1     | 1   | 1    | 5         | 7        | −2      | 4    |
| Angola    | 3       | 0     | 1   | 2    | 4         | 6        | −2      | 1    |

| Nam Phi                                  | 3–0 | Cameroon |
| ---------------------------------------- | --- | -------- |
| Masinga 15' · Williams 37' · Moshoeu 55' |     |          |

| Ai Cập           | 2–1 | Angola        |
| ---------------- | --- | ------------- |
| El-Kass 30', 33' |     | Quinzinho 77' |

| Cameroon                            | 2–1 | Ai Cập    |
| ----------------------------------- | --- | --------- |
| Omam-Biyik 36' (ph.đ.) · Tchami 59' |     | Maher 48' |

| Nam Phi      | 1–0 | Angola |
| ------------ | --- | ------ |
| Williams 57' |     |        |

| Nam Phi | 0–1 | Ai Cập     |
| ------- | --- | ---------- |
|         |     | El-Kass 7' |

| Angola                                        | 3–3 | Cameroon                                                 |
| --------------------------------------------- | --- | -------------------------------------------------------- |
| Joni 38' (ph.đ.) · Paulão 57' · Quinzinho 80' |     | Omam-Biyik 25' · Mouyeme 82' · Hélder Vicente 90' (l.n.) |

### Bảng B
| Đội tuyển    | Số trận | Thắng | Hòa | Thua | Bàn thắng | Bàn thua | Hiệu số | Điểm |
| ------------ | ------- | ----- | --- | ---- | --------- | -------- | ------- | ---- |
| Zambia       | 3       | 2     | 1   | 0    | 9         | 1        | +8      | 7    |
| Algérie      | 3       | 2     | 1   | 0    | 4         | 1        | +3      | 7    |
| Sierra Leone | 3       | 1     | 0   | 2    | 2         | 7        | −5      | 3    |
| Burkina Faso | 3       | 0     | 0   | 3    | 3         | 9        | −6      | 0    |

| Zambia | 0–0 | Algérie |
| ------ | --- | ------- |
|        |     |         |

| Sierra Leone                    | 2–1 | Burkina Faso  |
| ------------------------------- | --- | ------------- |
| Sessay 11' · Mohamed Kallon 89' |     | Ouédraogo 74' |

| Algérie          | 2–0 | Sierra Leone |
| ---------------- | --- | ------------ |
| Meçabih 41', 63' |     |              |

| Zambia                                                       | 5–1 | Burkina Faso  |
| ------------------------------------------------------------ | --- | ------------- |
| Malitoli 18' · K. Bwalya 24', 35' · Lota 44' · J. Bwalya 45' |     | Y. Traoré 53' |

| Algérie                | 2–1 | Burkina Faso |
| ---------------------- | --- | ------------ |
| Lounici 2' · Dziri 75' |     | Zongo 83'    |

| Zambia                               | 4–0 | Sierra Leone |
| ------------------------------------ | --- | ------------ |
| K. Bwalya 2', 9', 84' · Malitoli 87' |     |              |

### Bảng C
| Team    | Pld | W | D | L | GF | GA | GD | Pts |
| ------- | --- | - | - | - | -- | -- | -- | --- |
| Gabon   | 2   | 1 | 0 | 1 | 3  | 2  | +1 | 3   |
| Zaire   | 2   | 1 | 0 | 1 | 2  | 2  | 0  | 3   |
| Liberia | 2   | 1 | 0 | 1 | 2  | 3  | −1 | 3   |

| Gabon     | 1–2 | Liberia                     |
| --------- | --- | --------------------------- |
| Nzeng 59' |     | Sebwe 5' (ph.đ.) · Sarr 54' |

| Gabon                            | 2–0 | Zaire |
| -------------------------------- | --- | ----- |
| Mackaya 21' (ph.đ.) · Bekogo 34' |     |       |

| Zaire                           | 2–0 | Liberia |
| ------------------------------- | --- | ------- |
| Lukaku 5' (ph.đ.) · Essende 72' |     |         |

 Nigeria bỏ cuộc, ba trận đấu bị hủy.
- vs.  Zaire, 16 tháng 1 năm 1996
- vs.  Liberia, 19 tháng 1 năm 1996
- vs.  Gabon, 25 tháng 1 năm 1996

### Bảng D
| Đội tuyển   | Số trận | Thắng | Hòa | Thua | Bàn thắng | Bàn thua | Hiệu số | Điểm |
| ----------- | ------- | ----- | --- | ---- | --------- | -------- | ------- | ---- |
| Ghana       | 3       | 3     | 0   | 0    | 6         | 1        | +5      | 9    |
| Tunisia     | 3       | 1     | 1   | 1    | 5         | 4        | +1      | 4    |
| Bờ Biển Ngà | 3       | 1     | 0   | 2    | 2         | 5        | −3      | 3    |
| Mozambique  | 3       | 0     | 1   | 2    | 1         | 4        | −3      | 1    |

| Ghana                 | 2–0 | Bờ Biển Ngà |
| --------------------- | --- | ----------- |
| Yeboah 20' · Pelé 70' |     |             |

| Tunisia       | 1–1 | Mozambique |
| ------------- | --- | ---------- |
| Berkhissa 24' |     | Bucuane 4' |

| Ghana                  | 2–1 | Tunisia        |
| ---------------------- | --- | -------------- |
| Pelé 50' · Akonnor 77' |     | Ben Younes 72' |

| Bờ Biển Ngà | 1–0 | Mozambique |
| ----------- | --- | ---------- |
| Tiéhi 32'   |     |            |

| Tunisia                              | 3–1 | Bờ Biển Ngà   |
| ------------------------------------ | --- | ------------- |
| Ben Younes 32', 38' · Ben Hassen 48' |     | M. Traoré 84' |

| Ghana                  | 2–0 | Mozambique |
| ---------------------- | --- | ---------- |
| Pelé 42' · Aboagye 68' |     |            |

### Vòng đấu loại trực tiếp
|  | Tứ kết                      | Tứ kết              |                           |       | Bán kết       | Bán kết       |  |  | Chung kết | Chung kết |
|  |                             |                     |                           |       |               |               |  |  |           |           |
|  | 27 tháng 1 - Johannesburg   |                     |                           |       |               |               |  |  |           |           |
|  |                             |                     |                           |       |               |               |  |  |           |           |
|  | Nam Phi                     | 2                   |                           |       |               |               |  |  |           |           |
|  | Nam Phi                     | 2                   | 31 tháng 1 - Johannesburg |       |               |               |  |  |           |           |
|  | Algérie                     | 1                   |                           |       |               |               |  |  |           |           |
|  | Algérie                     | 1                   | Nam Phi                   | 3     |               |               |  |  |           |           |
|  | 28 tháng 1 - Port Elizabeth |                     | Nam Phi                   | 3     |               |               |  |  |           |           |
|  |                             | Ghana               | 0                         |       |               |               |  |  |           |           |
|  | Ghana                       | Ghana               | 0                         | 1     |               |               |  |  |           |           |
|  | Ghana                       |                     | 3 tháng 2 - Johannesburg  | 1     |               |               |  |  |           |           |
|  | Zaire                       | 0                   |                           |       |               |               |  |  |           |           |
|  | Zaire                       | 0                   | Nam Phi                   | 2     |               |               |  |  |           |           |
|  | 27 tháng 1 - Bloemfontein   |                     | Nam Phi                   | 2     |               |               |  |  |           |           |
|  |                             | Tunisia             | 0                         |       |               |               |  |  |           |           |
|  | Zambia                      | Tunisia             | 0                         | 3     |               |               |  |  |           |           |
|  | Zambia                      | 31 tháng 1 - Durban |                           | 3     |               |               |  |  |           |           |
|  | Ai Cập                      | 1                   |                           |       |               |               |  |  |           |           |
|  | Ai Cập                      | 1                   | Zambia                    | 2     |               |               |  |  |           |           |
|  | 28 tháng 1 - Durban         |                     | Zambia                    | 2     |               |               |  |  |           |           |
|  |                             | Tunisia             | 4                         |       | Tranh hạng ba | Tranh hạng ba |  |  |           |           |
|  | Gabon                       | Tunisia             | 4                         | 1 (1) | Tranh hạng ba | Tranh hạng ba |  |  |           |           |
|  | Gabon                       |                     | 3 tháng 2 - Johannesburg  | 1 (1) |               |               |  |  |           |           |
|  | Tunisia (pen.)              | 1 (4)               |                           |       |               |               |  |  |           |           |
|  | Tunisia (pen.)              | 1 (4)               | Ghana                     | 0     |               |               |  |  |           |           |
|  |                             |                     |                           |       |               |               |  |  |           |           |
|  | Zambia                      | 1                   |                           |       |               |               |  |  |           |           |
|  | Zambia                      | 1                   |                           |       |               |               |  |  |           |           |

#### Tứ kết
| Nam Phi                | 2 – 1 | Algérie    |
| ---------------------- | ----- | ---------- |
| Fish 72' · Moshoeu 85' |       | 84' Lazizi |

| Zambia                             | 3 – 1 | Ai Cập         |
| ---------------------------------- | ----- | -------------- |
| Litana 58' · Mutale 65' · Lota 76' |       | 43' S. Kamouna |

| Gabon                               | 1 – 1 (h.p.) | Tunisia                                  |
| ----------------------------------- | ------------ | ---------------------------------------- |
| Mackaya 16'                         |              | 10' Baya                                 |
| Loạt sút luân lưu                   |              |                                          |
| Mackaya · Kassa-Ngoma · Bekogo-Zogo | 1 – 4        | Sellimi · Fekhi · Ben Slimane · El Ouaer |

| Ghana      | 1 – 0 | Zaire |
| ---------- | ----- | ----- |
| Yeboah 22' |       |       |

#### Bán kết
| Nam Phi                         | 3 – 0 | Ghana |
| ------------------------------- | ----- | ----- |
| Moshoeu 22', 87' · Bartlett 46' |       |       |

| Zambia                | 2 – 4 | Tunisia                                             |
| --------------------- | ----- | --------------------------------------------------- |
| Lota 68' · Makasa 90' |       | 16', 85' (ph.đ.) Sellimi · 20' Baya · 47' Ghodhbane |

#### Tranh hạng ba
| Ghana | 0 – 1 | Zambia        |
| ----- | ----- | ------------- |
|       |       | 51' J. Bwalya |

#### Chung kết
| Nam Phi           | 2 – 0 | Tunisia |
| ----------------- | ----- | ------- |
| Williams 72', 74' |       |         |

| Vô địch Cúp bóng đá châu Phi 1996 Nam Phi Lần thứ nhất |

## Danh sách cầu thủ ghi bàn
5 bàn
- Kalusha Bwalya

4 bàn
| - John Moshoeu | - Mark Williams |  |

3 bàn
| - Abédi Pelé - Ahmed El-Kass | - Imed Ben Younes | - Dennis Lota |

2 bàn
| - Ali Meçabih - Quinzinho - François Omam-Biyik | - Brice Mackaya - Anthony Yeboah - Zoubeir Baya | - Adel Sellimi - Johnson Bwalya - Kenneth Malitoli |

1 bàn
| - Billel Dziri - Tarek Lazizi - Khaled Lounici - Joni - Paulão - Aboubakari Ouédraogo - Youssouf Traoré - Boureima Zongo - Georges Mouyémé - Alphonse Tchami - Joël Tiéhi - Moussa Traoré | - Samir Ibrahim - Ali Maher - Aurelien Bekogo - Guy Nzeng - Felix Aboagye - Charles Akonnor - Kwame Ayew - Mass Sarr Jr - Kelvin Sebwe - Manuel Bucuane - Mohamed Kallon - John Gbassay Sessay | - Shaun Bartlett - Mark Fish - Phil Masinga - Abdelkader Ben Hassen - Hédi Berkhissa - Kais Ghodhbane - Liombi Essende - Roger Lukaku - Elijah Litana - Hillary Makasa - Vincent Mutale |

phản lưới nhà
- Helder Vicente

## Đội hình tiêu biểu
Thủ môn
- Chokri El Ouaer

Hậu vệ
- Yasser Radwan
- Mark Fish
- Elijah Litana
- Isaac Asare

Tiền vệ
- Zoubeir Baya
- Hazem Emam
- Abedi Pele
- Mark Williams

Tiền đạo
- Kalusha Bwalya
- Anthony Yeboah